# Claude-Bernard Petitot
 (mars 2021).
Claude-Bernard Petitot est un littérateur et philologue français, né à Dijon en 1772 et mort en 1825. 

## Biographie
Il se rend à Paris vers le commencement de la Révolution, compose quelques médiocres tragédies : Hécube (1792), qui ne fut pas représentée ; la Conjuration de Pison (1796) ; Geta (1797) ; Laurent de Médicis (1799), etc., et devint, en 1800, chef de bureau de l’instruction publique de la Seine. 
Après avoir passé quelques années dans la retraite, il est nommé par Fontanes inspecteur général des études (1809) et remplit, sous la Restauration, les fonctions de secrétaire général de la commission de l’instruction publique, de conseiller de l’Université (1821) et de directeur de l’instruction publique (1824).

## Œuvres
Petitot est moins connu par les quelques tragédies qu’il donna au théâtre que par une traduction d’Alfieri (1802, 4 vol. in-8°); une autre des Nouvelles de Cervantes (1809, 4 vol. in-18), et par des éditions de la Grammaire de Port-Royal (1803, in-8°), des Œuvres de Racine (1805-1813, 5 vol. in-8°), des Œuvres posthumes de Laharpe (1806, 4 vol. in-8°), des Œuvres de Molière (1813, 6 vol. in-8°) du Dictionnaire de la Fable, de Chompré (1807, in-12). 
On lui doit, en outre, deux grandes publications :
- Répertoire du théâtre français (Paris, 1803-1804, 23 vol. in-8°), contenant des pièces de second ordre restées au répertoire depuis Rotrou, des notices sur les auteurs et l’examen des pièces, avec un complément (4 vol. in-8°). Le même ouvrage, beaucoup augmenté, a été réédité, de 1807 à 1819, en 33 volumes in-8°.
- La seconde grande publication de Petitot est la Collection des mémoires relatifs à l’histoire de France (Paris, 1819 et suiv., 96 vol. in-8°). Il s’adjoignit, comme collaborateur, Louis Monmerqué, qui devait la terminer après la mort de Petitot.

## Source
« Claude-Bernard Petitot », dans Pierre Larousse, Grand dictionnaire universel du XIXe siècle, Paris, Administration du grand dictionnaire universel, 15 vol., 1863-1890 [détail des éditions].